# The Fourth Avenue Café
《the Fourth Avenue Café》是日本搖滾樂團L'Arc~en~Ciel的第29張單曲。2006年8月30日第一次以單曲的方式由Ki/oon Records發行。

## 解說
標題曲「the Fourth Avenue Café」這首歌曲首次錄製於1996年發行的第4張專輯《True》中。也是自從第17張單曲《Driver's High》問世以來，睽違7年重新發行的單曲。
其拼寫經常被誤認為是「Forth」或是「Force」，並且在第一版《True》的初回盤的小冊子中也被誤認，諸如官方的歌曲符號有時候會拼寫錯誤。
歌曲發表後的第二年（1997年）被選用為富士電視台電視動畫《神劍闖江湖》的片尾主題曲，並於同年3月26日本來將從專輯中挑出、並以單曲剪輯的方式發行。至於B面歌曲收錄包含L'Arc~en~Ciel成員變裝衍生的另一種組合「D'ARK~EN~CIEL」的幾首歌曲。此外，「D'ARK~EN~CIEL」小冊子的插圖是由女性漫畫家貓吉爾所繪製，她也是L'Arc~en~Ciel的主唱hyde的忠實歌迷。
但是在1997年2月24日，發生L'Arc~en~Ciel的鼓手sakura違反覺醒劑取締法而遭到逮捕，該樂團的活動被迫暫停，因此其單曲發行的計劃最終全部取消。另外，該歌曲本來作為上面提到神劍闖江湖動畫的片尾主題曲使用，結果只播出了4話（第39話～第42話）就進行了替換（之後該歌曲在影碟版本並沒有被取代，這本來就已經在計劃中的了）。也正因為如此，外界對這首歌是神劍闖江湖的片尾主題曲的認知度很低。值得一提的是，取代這首歌的是第7張單曲發行的《虹》後來被指定為同一動畫的電影版本作為片頭主題曲使用。
2006年8月30日，為了紀念L'Arc~en~Ciel樂團成立15週年的項目的一環，由於上面的原因一直未CD化，該歌曲終於以8cmCD的方式，順利跟第1枚到第14枚單曲一起重新再次發行。也意外的是，《神劍闖江湖》漫畫的完整版也是從上個月7月9日開始發行。在Oricon每週排行榜中，所有這15首重新發行的單曲都排在前30位，即使「the Fourth Avenue Café」這首歌曲一直並未正式發佈，卻可以連續幾週排在榜上最高位居第5名。
此外，「the Fourth Avenue Café」這首歌曲的標題自重複出現以來，它已被正式改成「é」（尖音符），並且此後發布的所有作品都被賦予該名稱（而在單曲隨附錄小手冊中的註釋與原始註釋相同）。
在單曲發行的一週內，L'Arc~en~Ciel的所有成員並沒有公開在廣播或是電視等節目中進行促銷宣傳，所以到目前為止仍未在電視上播放。此外，該歌曲Music Video拍攝完成的時間是鼓手sakura還在L'Arc~en~Ciel時期，但尚未公開。

## 收錄歌曲
1. the Fourth Avenue Café　[4:57]
  - 作詞：hyde，作曲：ken，編曲：L'Arc~en~Ciel & Takeyuki Hatano

富士電視台電視動畫《神劍闖江湖》第4代（第39話～第42話）片頭主題曲。
這首歌曲與Tokyo Ska Paradise Orchestra（東京斯卡樂園）的號角部分的合作使號角在整體上脫穎而出。另外本來暫定的歌名是「喇叭」。與第4張專輯《True（日语：True (L'Arc〜en〜Cielのアルバム)）》中錄製的版本不同，該前奏的一部分已被刪減。
2006年11月25日至11月26日這兩天在東京巨蛋舉行L'Arc~en~Ciel成立15週年LIVE演唱會「15th L'Anniversary Live（日语：15th L'Anniversary Live）」，並進行歌曲名單的投票在他們的官方網站 （页面存档备份，存于）上，結果，獲得了第1名。此外，這首歌曲是在同一現場表演中作為第1首歌進行演唱，並且經常在之後的任何一場演唱會上獻唱。
2. D'ARK~EN~CIEL　[16:52]
L'Arc~en~Ciel的所有成員進行變裝衍生的另一種組合。成員是DARK TETSU（tetsuya／Vo）、HYDE DARK（hyde／G）、Suck·D'ark·la（sakura（日语：sakura (ドラマー)）／B）、Kën D'Ark（ken／Dr）。其演奏的歌曲全部都是原創歌曲。除了此CD上錄製的歌曲外，還有未發表的歌曲，像是「皆殺」、及「鬼殺」。另外，其封底的插圖則採用了漫畫家貓吉爾（日语：ねこぢる）的插圖，她在1997年當時是hyde的歌迷[注 1]。
（1） DARK SONG （作曲：hyde，編曲：D'ARK~EN~CIEL）－0:00－1:15
（2） D・A・R・K ～DARK IN MY LIFE～（作詞、作曲：hyde，編曲：D'ARK~EN~CIEL）－1:16－2:53
（3） ACCIDENT （作曲：hyde，編曲：D'ARK~EN~CIEL）－2:54－3:01
（4） INSANITY （作詞：tetsu，作曲：hyde，編曲：D'ARK~EN~CIEL）－3:02－4:36
（隱藏原聲帶） FROM HELL－16:03－16:52為止，演奏有加入吉他和爵士鼓。

## 參加成員
- hyde：Vocal, Chorus
- ken：Guitar
- tetsu：Bass
- sakura（日语：sakura (ドラマー)）：Drums

- the Fourth Avenue Café
  - NARGO：Trumpet (Tokyo Ska Paradise Orchestra)＊
  - 北原雅彥：Trombone, Horn Arrangement (Tokyo Ska Paradise Orchestra)＊
  - 冷牟田龍之：Alto Sax (Tokyo Ska Paradise Orchestra)＊
  - GAMO：Tenor Sax (Tokyo Ska Paradise Orchestra)＊
  - 谷中敦（日语：谷中敦）：Baritone Sax (Tokyo Ska Paradise Orchestra)＊
  - Take：Round Around Tambourines
  - 秦野猛行：Other Instruments
＊by the courtesy of cutting edge（日语：cutting edge）
- D'ARK~EN~CIEL
  - DARK TETSU：Vocal
  - HYDE DARK：Guitar
  - Suck·D'ark·la：Bass
  - Kën D'Ark：Drums

## 收錄專輯
原創專輯
- 《True（日语：True (L'Arc〜en〜Cielのアルバム)）》（#1，專輯版本）

精選專輯
- 《The Best of L'Arc~en~Ciel 1994-1998（日语：The Best of L'Arc〜en〜Ciel）》（#1，專輯版本）
- 《WORLD'S BEST SELECTION（日语：WORLD'S BEST SELECTION）》（#1，專輯版本）

合輯
- 《神劍闖江湖 Complete Collection》（#1，專輯版本）

## 腳註